# Slayers – Vámpírvadászok
A Slayers – Vámpírvadászok (eredeti cím: Slayers) 2022-ben bemutatott amerikai horror-filmvígjáték, amelynek forgatókönyvírója, rendezője és producere K. Asher Levin. A főbb szerepekben Thomas Jane, Kara Hayward, Jack Donnelly, Lydia Hearst, Malin Åkerman és Abigail Breslin látható. 
2022. október 21-én jelent meg a mozikban és digitális formátumban a The Avenue Entertainment forgalmazásában.

## Cselekmény
Híres influencerek egy csoportját meghívják Stephen Rektor milliárdos médiamogul és gyógyszerészmérnök otthonába. A csapat nem tudja, hogy Rektor és családja valójában vámpírok.
Útban a kastély felé a csapat találkozik Elliot Jones korábbi televíziós személyiséggel, aki egy vámpírtámadásban veszítette el a lányát. Elliot figyelmezteti a csapatot Rektorral kapcsolatban, de ők ezt paranoid zagyvaságnak tartják. A kastélyban a csapat rövid időn belül szétválik. Davidet, a csapat menedzserét Beverly Rektor tőrbe csalja és megöli. Liz és Jack (akik egy párt alkotnak) jövedelmező ajánlatot kapnak: dolgozzanak Rektornak, aki egy olyan vakcinát népszerűsít, amely immunissá teszi a világot a betegségekkel szemben – valójában azonban megtisztítja az emberiség vérét a vámpírok számára.
Julest Harry Rektor egy randi ígéretével az istállóba csalogatja. Flynn (Jack húga) már korábban megérezte, valami nincs rendben, és felfedezi, hogy Harry megtámadta a lányt. A vámpír halálra marcangolja áldozatát, de nemsokára vele is végeznek, amint Elliot megjelenik. Flynn és Elliot ezután Elliot lakókocsijába vonulnak vissza, ahol a férfi elmagyarázza a vámpírok történetét.
Eközben a kastélyban Liz olyan injekciót kap Beverlytől, amely vámpírrá változtatja. Jack egy virtuális valóságba kerül, ahol találkozik Stephen Rektorral, a vámpírok vezetőjével és a Sötét Nagyúrral. Stephen és Beverly vérivás által örökké élnek, de erre úgy is képessé válnak, hogy vérüket átadják egy másik gazdatestnek, mivel a testük idővel elhasználódik. Liz és Jack testét választották Stephen és Beverly régi teste helyett.
Flynn és Elliot megtámadják a kastélyt, abban a reményben, hogy megmenthetik Jacket. Miután legyőzik a csatlósaikat, találkoznak Beverlyvel (aki a vérét és a lelkét átvitte Lizbe). A vámpírnő Stephent és Jacket őrzi, akik még nem végeztek a gazdatestbe való "átköltözéssel".
Bár Stephen felébred, mielőtt az átvitel befejeződne, Elliotnak és Flynnek sikerül ártalmatlanná tenniük Beverlyt és Stephent. Mivel Elliot nem ismer más módot arra, hogy megöljön egy Sötét Nagyúr vámpírt, úgy dönt, inkább hátramarad egy bombával, miközben Jack és Flynn elmenekül.
A végefőcím utáni jelenetben kiderül, Elliot megölte Stephent, Beverlyt és a többi vámpírt, Jack és Flynn pedig biztonságba került.

## Szereplők
| Szerep         | Színész         | Magyar hang           |
| -------------- | --------------- | --------------------- |
| Elliot Jones   | Thomas Jane     | Epres Attila          |
| Flynn Chambers | Kara Hayward    | Magyar Viktória       |
| Jack Chambers  | Jack Donnelly   | Hamvas Dániel         |
| Liz Andrews    | Lydia Hearst    | Bogdányi Titanilla    |
| David Dean     | Ash T           | Horváth Vilmos Zoltán |
| Beverly Rektor | Malin Åkerman   | Orosz Anna            |
| Jules Ray      | Abigail Breslin | Pekár Adrienn         |

## A film készítése
2020 júniusában jelentették be Kara Hayward, Lydia Hearst és Jack Donnelly csatlakozását a With Teeth című horrorfilm szereplőgárdájához. K. Asher Levin rendezőként, forgatókönyvíróként és producerként is közreműködött, Malin Åkerman pedig vezető producerként és főszereplőként vett részt a projektben. 2020 szeptemberében a film címe Slayers lett, Abigail Breslin, Åkerman és Thomas Jane csatlakozott a stábhoz. Breslin producer, Jane pedig vezető producer lett.
A forgatás az új-mexikói Albuquerque-ben zajlott 2020 novemberében, a COVID-19 világjárvány idején.

## Fogadtatás
A Rotten Tomatoes weboldalon 9 kritika alapján 22%-os értékelést kapott.

## Fordítás
- Ez a szócikk részben vagy egészben  a   Slayers (film) című angol Wikipédia-szócikk ezen változatának fordításán alapul.  Az eredeti cikk szerkesztőit annak laptörténete sorolja fel. Ez a jelzés csupán a megfogalmazás eredetét és a szerzői jogokat jelzi, nem szolgál a cikkben szereplő információk forrásmegjelöléseként.